# Canuella pontica
Canuella pontica är en kräftdjursart. Canuella pontica ingår i släktet Canuella och familjen Canuellidae. Inga underarter finns listade i Catalogue of Life.